# Estatuto de Autonomía de La Rioja
El Estatuto de Autonomía de La Rioja (también conocido como EAR o Estatuto de San Millán) es el estatuto de autonomía que regula la organización interna de la comunidad autónoma española de La Rioja.
Fue sancionada como ley orgánica el 9 de junio de 1982, constituyendo oficialmente a La Rioja como la 7a comunidad autónoma. El estatuto permitió, al amparo del artículo 143 de la Constitución española (la conocido como la «vía lenta», que fue la seguida por la mayor parte de autonomías) y basándose en el ejercicio del derecho a la autonomía reconocido en el artículo 2 por características históricas, culturales y económicas comunes, así como ser provincias con entidad regional histórica permitió obtener un cierto grado de autogobierno; unas competencias que fueron ampliadas en sucesivas mediante reformas aplicadas en los años 1994 y 1999 para adquirir las competencias que permite el artículo 148. Ha sido modificado siete veces, y hay otra reforma en trámite desde 2017.

## Historia

### Demandas autonómicas
Con la muerte de Francisco Franco, el fin de la dictadura, y la llegada de la transición, se produjo en España la constitución del estado de las autonomías. Distintas regiones, entre ellas La Rioja, reivindicaron sus identidades colectivas y diferentes cotas de autogobierno. En ella se pueden distinguir en el proceso dos periodos diferenciados. Uno que va desde 1976 hasta finales de 1978, año en el que se aprueba la constitución española y otro desde 1978 hasta 1982, cuando se promulga el estatuto de autonomía de La Rioja.El primer periodo está marcado por una reivindicación de la identidad riojana por parte de su población y el segundo, consecuencia del anterior, por la consecución de la autonomía.
Antes de que se articulara en España el estado de las autonomías y antes de que los propios partidos políticos nacionales hubiesen acordado como iba a ser la descentralización,  ya había en La Rioja, al igual que en otras partes de España, un movimiento social que reivindicaba su identidad como riojanos. Un acontecimiento simbólico fue la demanda del cambio de nombre de la entonces provincia de Logroño por el de La Rioja. Los riojanos nunca habían dejado de llamarse así, a pesar de que la provincia se denominara como su capital, como consecuencia de que se declarara obligatorio en el siglo XIX dar a la mayoría de provincias el nombre de sus sedes administrativas. Esto supuso la supresión de algunas denominaciones territoriales tradicionales, como fue el caso de la de La Rioja. Que la provincia se denominara oficialmente Logroño y no La Rioja, era vivido por su población como una situación de discriminación y agravio.
La autonomía de La Rioja fue primeramente reivindicada por el pueblo riojano, para ser posteriormente los políticos los que asimilaran estas demandas y las llevaran a cabo. Así pues, desde la propia sociedad civil riojana, nacieron asociaciones como Amigos de La Rioja y el Colectivo Riojano que reivindicaron la autonomía, los cuales junto con los medios de comunicación como el periódico Nueva Rioja (actual La Rioja) jugaron un papel fundamental en el proceso. Desde distintos partidos políticos nacionales se barajó la opción de que La Rioja se incluyera o bien en Castilla y León o bien en una autonomía compuesta por el País Vasco, Navarra y La Rioja. Estas posibilidades no tuvieron apenas apoyos dentro de la provincia y fueron rechazadas por la sociedad riojana, que demandaba una autonomía en solitario. El discurso identitario de los riojanos, se articuló en torno a las diferencias de estos con respecto a las regiones vecinas y a su carácter de cruce de caminos. La Rioja es un territorio que desde el punto de vista histórico y cultural se encuentra vinculado con navarros, vascos, castellanos y en menor medida aragoneses, por lo que existen puntos en común con todo ellos y al mismo tiempo diferencias. Se produjeron asimismo diversas movilizaciones y acciones populares que reivindicaban la identidad de La Rioja, así como su autonomía, especialmente entre los años 1978 y 1979. Una de las más destacadas fue la celebración el 8 de octubre de 1978 del Día de La Rioja en Nájera, que logró reunir a una gran cantidad de personas. También los sucesivos días de La Rioja que se fueron realizando en distintas localidades. Otra importante fue el surgimiento desde la sociedad civil de la Coordinadora proautonomía de La Rioja, que lanzó una campaña de firmas en favor de la autonomía, la cual en solo tres meses logró casi 40.000 firmas de apoyo, o el homenaje a la fallecida Carmen Medrano en la plaza de toros de Logroño, que se convirtió en un acto de afirmación riojanista. Cabe señalar también la canción titulada La Rioja existe del  grupo musical Carmen, Jesús e Iñaki (banda folclórica regional), que acabó convirtiéndose en himno popular de reivindicación autonómica.

### Desarrollo del proceso
En un principio desde UCD  se pretendía que La Rioja se incluyera en la autonomía de Castilla y León, mientras que el PSOE y el PCE valoraban una unión con el País Vasco o con el País vasco y Navarra. Sin embargo, el rechazo a estas opciones desde la sociedad riojana y  el impulso y la fuerza popular que demandaba la autonomía uniprovincial para La Rioja, hicieron que esta última opción fuera ganando apoyos entre los partidos regionales con implantación nacional, los cuales tuvieron que liderar el proceso que demandaba la ciudadanía de obtención de la autonomía.
Además de la autonomía, otra de las demandas populares fue la del cambio de nombre oficial de la entonces provincia de Logroño por el tradicional de La Rioja, que era usado popularmente. Para su modificación se solicitó un estudio histórico y dictamen de la Real Academia de la Historia, el cual fue afirmativo al cambio. También informes del servicio de Inspección y Asesoramiento de Corporaciones Locales, del Instituto de Estudios Riojanos (IER),  y la Sociedad Geográfica. Todos ellos fueron favorables al cambio, excepto el de la sociedad geográfica que quedó en empate al requerir una comisión científica que nunca se formó. El día 22 de octubre de 1980 el diario de sesiones del senado ratificaba el cambio de nombre y el 22 de noviembre de ese mismo año fue publicado en el boletín oficial del estado firmado por el rey. De esta manera La Rioja recuperaba el nombre que se había podido leer en la documentación desde el Medioevo.

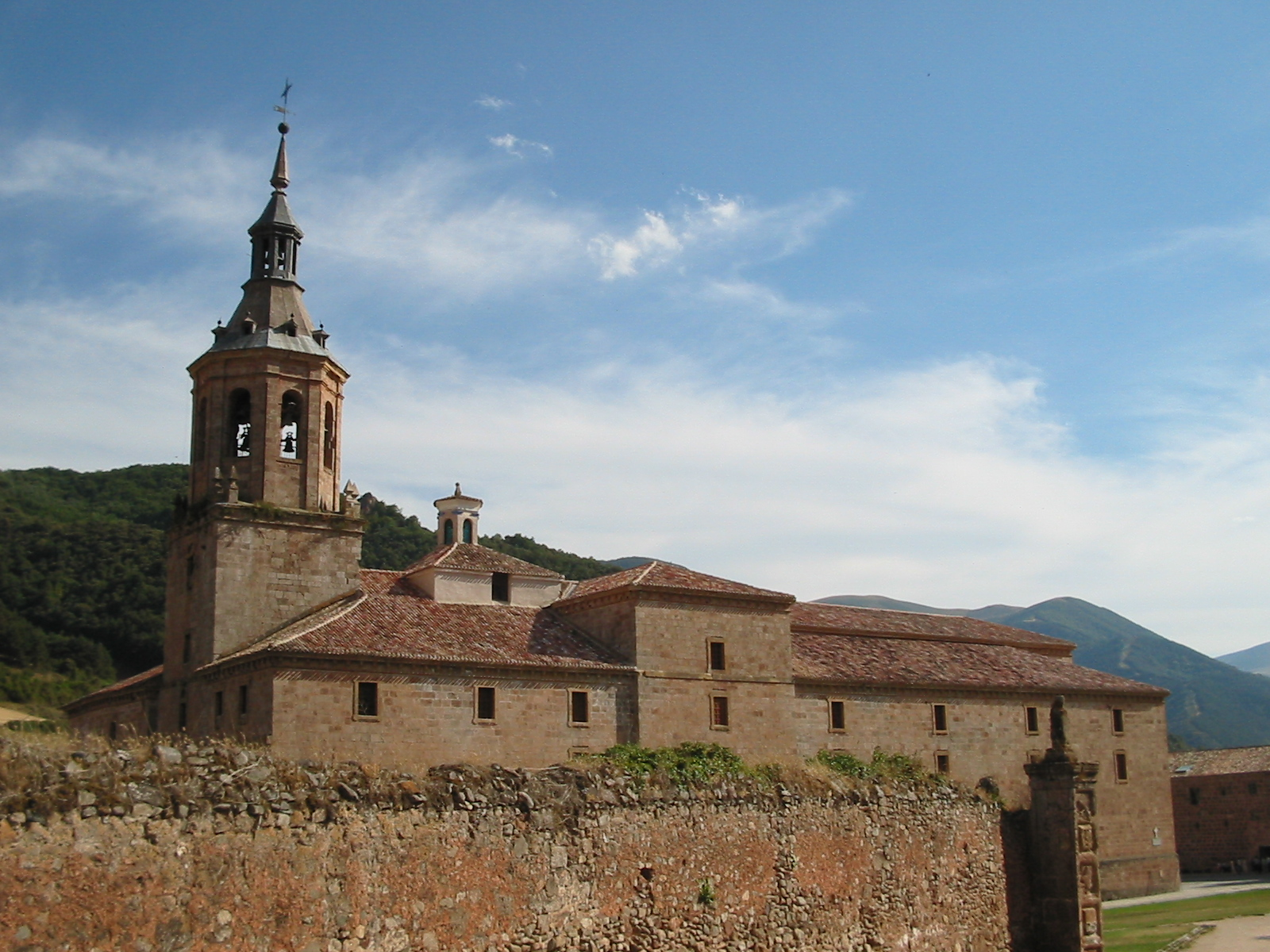
El estatuto de autonomía también es conocido como «Estatuto de San Millán», por ser este el lugar donde se firmó.

En mayo de 1978, la asamblea de parlamentarios riojanos presentó al ministro Clavero Arévalo un proyecto de preautonomía para La Rioja, la cual fue denegada, siendo junto a Cantabria y Madrid las tres únicas regiones que no accedieron a ella.La reacción de los grupos sociales y medios de comunicación riojanos, fue de una profunda crítica a los parlamentarios. El suceso era interpretado por la población de la provincia como un nuevo agravio para La Rioja.
El 15 de enero de 1980 concluyó el plazo de la consulta realizada a los municipios riojanos, para que definiesen su postura ante la iniciativa autonómica. Aunque para configurarse en autonomía se exigía legalmente un mínimo de dos tercios de votos de las localidades a favor de la misma, prácticamente todos los municipios riojanos apoyaron la consecución autonómica.  El Ayuntamiento de Logroño inició la votación y en ella de los 174 ayuntamientos de la provincia, 172 se mostraron favorables, quedando al margen Quel por reclamar la vía del artículo 151 (seguida por el País Vasco, Galicia, Cataluña y Andalucía) y Entrena por no decantarse por un modelo específico.
Siendo los resultados de la votación afirmativos hacia la cuestión autonómica, se configuró la «asamblea de los 32», los conocidos como «treintaidosantes», formada en 1980 por los 24 diputados provinciales y los 8 parlamentarios de la primera legislatura democrática. Ellos trabajaron en un proyecto de Estatuto, cuyo anteproyecto fue aprobado el 25 de abril de 1981 y firmado finalmente el 8 de mayo de 1981, en el monasterio de San Millán de Yuso (de ahí el nombre popular de Estatuto de San Millán). El proyecto fue llevado a las Cortes un mes más tarde. En el año 1982 fue aprobado por el Senado el 21 de abril, por el Congreso de los Diputados el 25 de mayo y finalmente sancionado por el rey el 9 de junio; desde ese día, el Día de La Rioja.

## Reformas
Desde su aprobación en 1982, el Estatuto de La Rioja ha sido reformado dos veces, por las leyes orgánicas por iniciativa del las Cortes Generales 3/1994 (Ampliación de competencias) y la primera vez por iniciativa de la asamblea legislativa de La Rioja 2/1999.
El 24 de marzo de 1994 se añade al estatuto la Ley Orgánica 9/1992, para incorporar las nuevas transferencias de competencias pactadas entre el gobierno central y el autonómico. La reforma fue propuesta en el Parlamento de La Rioja el 11 de febrero de 1993, como una proposición de Ley de los grupos PSOE y Partido Popular.
El 7 de enero de 1999, a iniciativa de los grupos socialista, populares e Izquierda Unida, se lleva a cabo la reforma del Estatuto, modificándose esta vez, no sólo las competencias de la región, sino también las disposiciones generales, la regulación, administración, relaciones y hacienda de la misma. La propuesta fue presentada el 16 de marzo de 1998.
Así mismo, en 2002, se modifica el apartado 1 de la disposición adicional primera, que cambia el régimen de financiación de la comunidad por la Ley 22/2002 (no orgánica), que como prevé el propio apartado 2, no tiene consideración de modificación del Estatuto.

### Reforma en trámite
En 2017, los grupos parlamentarios del PSOE y Ciudadanos iniciaron un proceso para reformar el Estatuto, que fue finalmente aprobado en 2019 por el Parlamento de La Rioja. Actualmente está siendo tramitado en las Cortes Generales.
Esta reforma incluye la eliminación del aforamiento de los miembros del Gobierno de La Rioja y los diputados autonómicos, la limitación del número máximo de mandatos del presidente (máximo de 8 años), la recuperación del Defensor del Pueblo de La Rioja y el reconocimiento de más derechos sociales.

## Contenido
La Ley Orgánica 3/1982 y sus modificaciones han establecido un marco regulador base que ha sido posteriormente desarrollado por distintas leyes aprobadas en la Comunidad de La Rioja.

### Definiciones

El estatuto define algunos de los símbolos de identidad riojana, como la bandera.

Como otras normativas parecidas, el estatuto comienza en su título preliminar aclarando el sentido de algunos términos relacionados con la identidad riojana:
- Establece el territorio de la comunidad como el formado por los municipios de la Provincia de La Rioja
- Define la bandera y sus otros símbolos
- Establece la capital en Logroño
- Acota el sentido de la identidad riojana
- Establece los derechos y deberes como los reconocidos en la Constitución

### Competencias

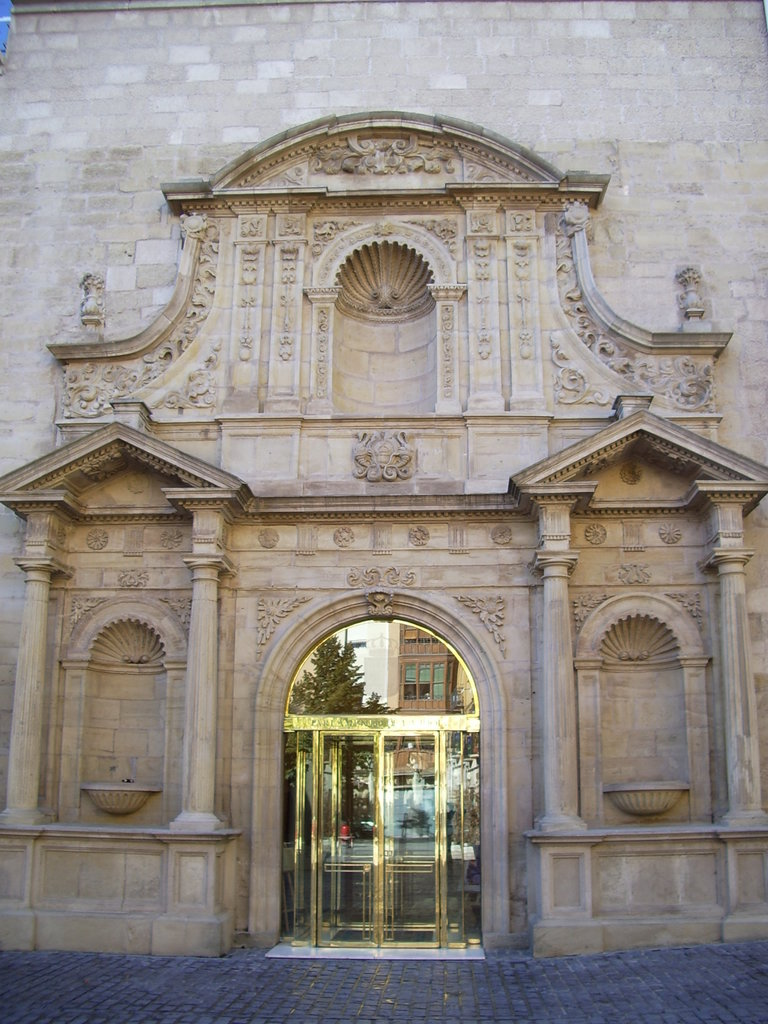
Fachada del parlamento de La Rioja, uno de los tres órganos institucionales de la Comunidad.

El título I enumeran las competencias de la autonomía, así como su ejecución:
- Instituciones de autogobierno
- Regulación de territorios subautonómicos
- Comercio interior
- Turismo territorial
- Obras públicas en el propio territorio
- Vivienda
- Agricultura, caza y pesca
- Investigación y cultura (con hincapié en la lengua castellana)
- Deporte
- Servicios sociales
- Sanidad
- Medio ambiente

### Organización
En los títulos II, III y IV, desarrolla su organización política, gestión administrativa y jurídica. Define los órganos institucionales como el Parlamento, el Gobierno y su Presidente. También delimita la actuación y competencias del Tribunal Superior de Justicia de La Rioja, así como las fuentes de financiación y regulación de los presupuestos autonómicos.